# Music is a fish defrosted with a Hair-Dryer
Music is a fish defrosted with a hair-dryer è il secondo album dei Maisie, gruppo musicale Pop rock indie italiano nato nel 1995 a Messina, pubblicato nel 2002.

## Il disco
Curioso esperimento lounge pop jazz dei Maisie. Il gruppo in questa occasione si è dedicato esclusivamente alla composizione delle partiture. L'esecuzione è stata affidata nella maggior parte dei brani al polistrumentista e cantante francese Falter Bramnk.

## Tracklist
1. Introduzione a cura del dottor Marco Pustianaz
2. Dick Smart 2007 (der spion)
3. Resta di stucco, è un barbatrucco!
4. I'm swinging
5. Uxoricide Waltz
6. Las Momias
7. Andy Warhol made in China
8. My body was a luminous accumulator (kunstlich)
9. Sun burns in pink air
10. Mr.Clam is still missing
11. Dick Smart 2007 (Der Vertreiber)
12. Barbapapà disc jockey
13. Sadist of Notre Dame
14. Plaisir a' trois
15. My body was a luminous accumulator (naturlich)